# Cratere Akutagawa
Akutagawa è un cratere sulla superficie di Mercurio.